# Ochropleura implecta
Ochropleura implecta là một loài bướm đêm thuộc họ Noctuidae. Nó được tìm thấy ở Newfoundland tới South Carolina, phía tây đến Arizona, phía bắc đến British Columbia.
Loài này được mô tả năm 1998 bởi Don Lafontaine, ông đã phân biệt nớ với loài rất giống nó là Ochropleura plecta xuất hiện ở châu Âu và châu Á.
Sải cánh dài 25–32 milimét (0,98–1,26 in). Con trưởng thành bay từ tháng 4 đến tháng 9. Có hai lứa trưởng thành một năm.
Ấu trùng ăn nhiều loại cây khác nhau, bao gồm beet, clover, chicory và liễu.